# Jean-Jacques Beineix
Jean-Jacques Beineix (n. 8 octombrie 1946, Paris, Île-de-France, Franța – d. 13 ianuarie 2022, Paris, Métropole du Grand Paris, Franța) a fost un regizor de film francez a cărui activitate este adesea văzută ca un prim exemplu al așa-numitului cinéma du look. Criticul de film Ginette Vincendeau a definit filmele realizate de Beineix și alții ca fiind „filme orientate spre tineret, cu valori de producție ridicate... Aspectul cinéma du look se referă la investiția mare a filmelor într-o estetică non-naturalistă, conștientă de sine, în special culori intense și efecte de lumină. Miza lor spectaculoasă (în studio) și genială din punct de vedere tehnic este pusă de obicei în slujba intrigilor romantice”. Cinéma du look a inclus și filmele lui Luc Besson și Léos Carax. Besson, la fel ca Beineix, a fost foarte criticat de criticii de film în anii 1980, în timp ce Carax a fost foarte admirat. La sfârșitul anului 2006, Beineix a publicat un prim volum al autobiografiei sale, Les Chantiers de la gloire (doar în franceză). Titlul făcea aluzie la titlul francez al filmului lui Stanley Kubrick Les Sentiers de la gloire („Căile gloriei”).